# Paz de la Huerta
Pour les articles homonymes, voir Huerta (homonymie).
María de la Paz Elizabeth Sofía Adriana de la Huerta y Bruce, dite Paz de la Huerta, est une actrice et un mannequin américain d'origine espagnole née le 3 septembre 1984 à New York.
Elle est connue pour ses rôles dans les films L'œuvre de Dieu, la part du Diable (1999), Le Temps d'un Automne (2002), Choke (2008), Enter the Void (2009) et Nurse 3D (2013), et pour son rôle de Lucy Danziger dans la série dramatique de la chaîne HBO, Boardwalk Empire.

## Biographie

### Enfance et formation
Elle est née le 3 septembre 1984.
Elle grandit à SoHo. Son père Ricardo Ignacio de la Huerta y Ozores, 17e duc de Mandas et Villanueva et sa mère Judith Bruce sont des partisans du contrôle des naissances. Elle rencontre à l'école Zac Posen.

## Vie privée
Paz de la Huerta a accusé Harvey Weinstein de l'avoir violée à deux reprises en 2010. Toutefois les juges ont décidé de ne pas retenir son cas dans le cadre du procès contre Harvey Weinstein sans préciser la raison.

## Filmographie

### Cinéma
- 1998 : L'Objet de mon affection (The Object of My Affection) de Nicholas Hytner : Sally à 13 ans
- 1998 : Luminous Motion de Bette Gordon : Beatrice
- 1999 : L'Œuvre de Dieu, la Part du Diable (The Cider House Rules) de Lasse Hallström : Mary Agnes
- 2000 : Les Légendes de Brooklyn (Looking for an Echo) de Martin Davidson : Nicole Delgado
- 2001 : Chelsea Walls de Ethan Hawke : Girl
- 2001 : Écarts de conduite (Riding in Cars with Boys) de Penny Marshall : Phone Call Flirt
- 2002 : A Girl's Guide to the Galaxy (court-métrage) de Catherine Tingey : Maxie
- 2002 : Le Temps d'un automne (A Walk to Remember) de Adam Shankman : Tracie
- 2003 : Bringing Rain de Noah Buschel : Dakota Cunningham
- 2003 : Rick de Curtiss Clayton : Vicki
- 2004 : Homework de Kevin Asher Green : Sara
- 2005 : Steal Me de Melissa Painter : Lily Rose
- 2005 : 5up 2down de Steven Kessler : Allie
- 2005 : Fierce People de Griffin Dunne : Jilly
- 2006 : Nail Polish de Jane Ainbinder : Becky Burns
- 2006 : The Tripper de David Arquette : Jade
- 2007 : Light and the Sufferer de Christopher Peditto : Annette
- 2008 : Choke de Clark Gregg : Nico
- 2008 : Le bijou indiscret (court-métrage) d'Arielle Dombasle : Miss Lingerie
- 2008 : Manipulation de Marcel Langenegge : Fille de la Liste n°1
- 2009 : Enter the Void de Gaspar Noé : Linda
- 2009 : The Limits of Control de Jim Jarmusch : Nude
- 2010 : Boardwalk Empire (TV) : Lucy Danziger
- 2011 : 4 h 44 Dernier jour sur Terre (4:44 Last Day on Earth) d'Abel Ferrara : la fille dans la rue
- 2012 : 30 Beats d'Alexis Lloyd : Laura
- 2013 : Nurse (Nurse 3-D) de Douglas Aarniokoski : Abby Russell
- 2013 : The Being Experience
- 2014 : You Are (court métrage)
- 2014 : The Editor d'Adam Brooks et Matthew Kennedy
- 2015 : The Girl Is in Trouble : Maria
- 2015 : Bare : Pepper
- 2015 : Death in the Desert : Margo
- 2016 : Aimy in a Cage : Caroline
- 2016 : Streets of East L.A. : la nonne
- 2017 : Concrete Underground
- 2017 : A Midsummer Night's Dream : Hippolyta
- 2017 : Superstrata : Emily Faraday
- 2017 : Puppy Love : Carla

### Télévision
- 2000 : New York, unité spéciale (saison 1, épisode 18) : Karen Raye
- 2000 : New York, police judiciaire (saison 10, épisode 10) : Chloe
- 2001 : Le Souvenir en héritage (Bailey's Mistake) (téléfilm) de Michael M. Robin : Becca Donovan
- 2013 : Eagleheart (série télévisée) : Tess

## Documentaire
- L'Intouchable (2019) où elle témoigne sur l'affaire Harvey Weinstein